# Pedro Varela Geiss
Pedro Varela Geiss (Barcelona, 9 d'octubre de 1957) és un historiador revisionista, llibreter, negacionista de l'Holocaust i escriptor espanyol. Va ser propietari d'una llibreria neonazi actualment tancada, i es considera un nacionalsocialista inspirat per Hitler.
El 1978 va esdevenir president de l'organització nazi Cercle Espanyol d'Amics d'Europa (CEDADE), i va publicar material negacionista de l'Holocaust. El 1992 va passar tres mesos detingut abans de ser jutjat a Àustria per fer un discurs nazi, però va ser absolt. Després de la dissolució del CEDADE, va obrir la Llibreria Europa a Barcelona, des d'on va promoure el neonazisme en discursos, conferències, xerrades i llibres sobre teories de la conspiració antisemítiques.
El 1998 va ser condemnat a cinc anys de presó per apologia de l'Holocaust.
El 2010 va ser condemnat a dos anys i nou mesos de presó per "difusió d'ideals genocides", i va sortir de la presó el 8 de març de 2012. Posteriorment, va reobrir la seva llibreria, però va ser tancada el 9 de juliol de 2016 per incitació de l'odi i discriminació racial.
El febrer de 2022, la Fiscalia va demanar 12 anys de presó per Varela per difusió d'idees supremacistes contra jueus, musulmans i immigrants, enaltiment del genocidi, negació de l'Holocaust i homofòbia. Es tracta de la petició de pena més alta feta per la Fiscalia de Delictes Odi per antisemitisme. L'escrit també considera l'associació CEDADE una organització criminal i demana 8 anys de presó per als altres cinc acusats com a membres del grup i la fi definitiva de la Llibreria Europa.
El 10 de setembre de 2024 la secció 6 del Tribunal Superior de Justícia de Catalunya condemnà Pedro Varela a 1 any i mig de presó com a propietari de la Llibreria Europa per un delicte d'odi, i a inhabilitació per tasques relacionades en l'àmbit docent i esportiu durant 4 anys i mig.